# هوارد إنغل
هوارد إنغل (بالإنجليزية: Howard Engle)‏ هو طبيب أطفال وطبيب أمريكي، ولد في 11 سبتمبر 1919، وتوفي في 22 يوليو 2009 بسبب لمفوما.